# 마하메드 파라 아이디드

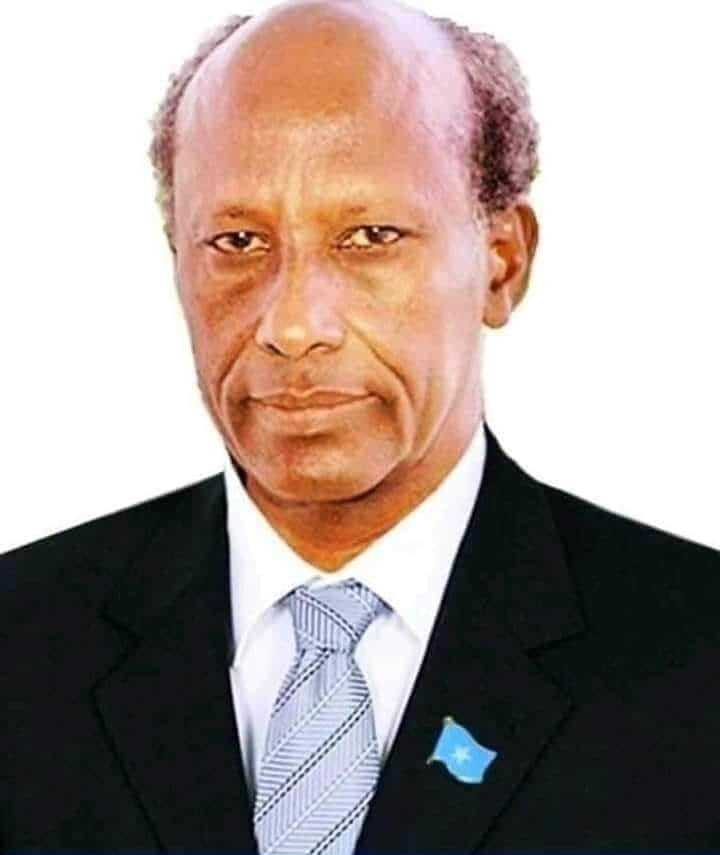

모하메드 파라 아이디드(Mohamed Farrah Aidid, 1934년 12월 15일, 소말릴랜드 ~ 1996년 8월 1일, 소말리아 모가디슈)는 소말리아 군벌의 지도자이자, 소말리아의 제5대 대통령이었다.
모하메드 파라 아이디드는 1969년, 쿠데타를 일으킨 시아드 바레의 심복이 되어 1977년부터 1978년까지 1년간 오가덴 전쟁을 이끌었다. 하지만 그 후에 바레 정부의 전복 계획을 세웠고, 소말리아 혁명을 거쳐 1991년에 쿠데타가 일어나 바레가 축출되자 소말리아로 돌아와 여러 파벌들 사이에서 소말리아 내전을 일으켰다.
게다가 엎친 데 덮친 격으로 기근이 온 나라를 휩쓸어 50만 명의 소말리인이 굶어 죽었다. 이에 1993년 유엔이 평화유지군을 소말리아로 보냈고, 아이디드는 유엔 평화유지군에 전쟁을 선포, 파키스탄군을 기습 공격하여 죽게 만들었다.
미군은 이에 아이디드를 전쟁 범죄자로 규정하고 체포를 위해 침투하여 아이디드와 모가디슈 전투(모가디슈 전투에서 소말리아 민간인과 민병대 1,000명에서 2,000명이 죽고 3,000명에서 4,000명이 부상 당했다. 책 《블랙호크 다운》에서는 소말리아 민병대가 700명 이상이 죽고 1,000명 이상이 부상당했다고 추정했다. 미군 19명이 전사하고 80명이 부상했다. 국제연합 평화유지군(UNPKF)에서는 말레이시아 군 1명이 전사하고 7명이 부상했으며, 파키스탄 군은 24명이 전사하고 2명이 부상했다. 작전에 실패후 미군은 철수 하였으며 미군이 철수한 뒤에 아이디드는 임시 대통령 알라 마흐디 무함마드와 계속 내전을 벌이다가 1996년, 모가디슈에서 전투 중 부상을 당해 1주일 뒤 사망했다.
| 전임 알리 마흐디 무함마드 | 제5대 소말리아의 대통령 1995년 6월 15일 ~ 1996년 8월 1일 | 후임 후세인 모하메드 파라 |